# Людмил Вагалински
Людмил Фердинандов Вагалински е български археолог, създател и главен редактор на списанието за археология Archaeologia Bulgarica. Съвместно с журналистката Ирина Вагалинска и с археоложката Сирма Александрова основава и първата по рода си медийна платформа със същото име. В продължение на два мандата е директор на Националния археологически институт с музей при БАН (2010 – 2018 г.). Проф. д-р Вагалински е представител на българските археолози в Европейския археологически съвет, ръководи мащабни международни проекти, има множество приносни публикации в своята област.

## Биография
Людмил Вагалински е роден на 8 ноември 1958 г. в София. През 1985 г. завършва история със специализация по археология в СУ „Св. Климент Охридски“, а през 1987 г. става редовен докторант на Националния археологически институт с музей при БАН (НАИМ). Защитава докторска дисертация на тема „Спортни състезания и гладиаторски игри в римска Тракия (І-ІV век)“ и през 1989 г. става научен сътрудник в секция „Антична археология“ на същия институт. През 90-те Вагалински специализира при проф. д-р Ф. Бирбрауер в Мюнхен и при проф. В. Менгин в Берлин, започва да води курсове по археология в Софийския университет (1989 – 1990 г.) и в Нов български университет (1992 – 2005 г.). През 2003 – 2007 г. ръководи секция „Антична археология“ в НАИМ, а през 2008 г. става зам.-директор на института. От 2010 г. е директор на НАИМ и в продължение на два мандата отстоява интересите на гилдията и високите стандарти в археологията. Докато е в ръководния екип, институтът получава висока международна оценка при одита на Европейската научна фондация и Европейската федерация на академиите на науките и изкуствата (2009 г.), по-късно потвърдена и на национално ниво. Според класацията на Министерството на науката и образованието (2017 г.) най-елитна наука в хуманитаристиката в България се прави в НАИМ.
Доц. Вагалински е избиран за председател на междуведомствения Теренен съвет към министъра на културата, участвал е в оценителни комисии на МРРБ по културно-историческото наследство; бил е рецензент за Фонд научни изследвания, за комисиите Фулбрайт и за Немската служба за академичен обмен. Член е на Международната научна съвещателна комисия на Австрийския археологически институт и на Международната Братиславска група – консултант на ЮНЕСКО за границите на Римската империя. Участва в научната комисия TIR-FOR на Union Académique Internationale (UAI), а през 2004 г. е поканен в международния екип на ЮНЕСКО, проверил опазването, проучването и експонирането на културно-историческото наследство на Република Македония. През 2014 г. той е избран за заместник-председател на Националния организационен комитет за почитане 1000 г. от смъртта на цар Самуил (2014). Представител е на българските археолози в Европейския археологически съвет. Има много награди, сред които и „Златен грифон“ с огърлие и грамота от Министерство на културата за цялостен принос в археологическата наука.
Въпреки натоварената си програма доц. д-р Вагалински намира време да бъде научен ръководител на магистри и докторанти от СУ „Св. Климент Охридски“, НБУ, ВТУ и НАИМ.

## Разкопки, проучвания и международни проекти
От 2007 г. доц. д-р Вагалински ръководи разкопките на античния град Хераклея Синтика край с. Рупите в община Петрич, а от 2003 – на римската колония Деултум край с. Дебелт, община Средец. Проучвал е римския легионерски лагер Нове край Свищов, както и късноримския кастел Трансмариска (Тутракан). През 2011 г. доц. Вагалински е начело на теренното археологическо проучване във връзка с изграждане на газопровода „Набуко“ на територията на България, ръководи и теренното археологическо издирване, свързано с изграждане на газопровода „Южен поток“ през 2014 г. През 1992 –2002 г. той е начело на българския екип в българо-немски проект за изследването на късноримския кастел Ятрус край с. Кривина, Русенско. В периода 2012 – 2014 г. е ръководител от българска страна на международния проект „Разширяване на Дунавския лимес – Световно наследство на ЮНЕСКО по Долния Дунав“, а през 2013 – 2016 г. – на проекта Advanced Research Infrastructure for Archaeological Dataset Networking in Europe (ARIADNE) с участието на 25 организации от 24 европейски страни. Председател е на организационния комитет, провел XXII Световен Лимес конгрес през 2012 г. в Русе.
В периода 2015 – 2017 г. доц. д-р Вагалински е ръководител от българска страна на най-мащабния морски проект в света – Black Sea M.A.P. (Black Sea Maritime Archaeology Project), по който са изследвани и картирани над 1200 кв. км площ от българската акватория на Черно море и са проучени 61 корабокрушения от всички исторически епохи.
През 2018 – 2020 е ръководител на проект по договор между НАИМ-БАН и Университета в Тюбинген „Еберхард Карл“ на тема „Стратегическата позиция на най-южния речен участък на р. Дунав от ранножелязната епоха до края на римския лимес. Интензивно издирване за изследване на селища и укрепления в местността Таш баир, землище на с. Новград“.

## Участие в редколегии
От 2004 г. доц. д-р Вагалински е главен редактор на поредицата „Дисертации“ на НАИМ и зам.-главен редактор на „Известия на Археологическия институт“. Още през 1997 г. създава научното списание Archaeologia Bulgarica, единственото българско периодично издание за хуманитаристика, класирано в ERIH plus и в Scopus. В стремежа си да популяризира достиженията на науката и извън тесните професионални среди, през май 2018 г. той става съучредител на медийната платформа Archaeologia Bulgarica ̶ сайт за новини и видеорепортажи на три езика плюс фейсбук страница и YouTube канал.

## Избрана научна библиография

### Книги
- Burnished Pottery from om the First Century to the Beginning of the Seventh Century AD from the Region South of the Lower Danube (Bulgaria). Sofia 2002.
- Blood and entertainments. Sports and Gladiatorial Games in Hellenistic and Roman Thrace. Sofia 2009.

#### Статии
- A Late Roman Golden Necklace Found in Heraclea Sintica, SW Bulgaria. In: Klenina, E. (ed.). Sacrum et Profanum. Volume in honor of A.B. Bernacki (= Novae. Studies and Materials VI). Poznan, University Press 2018, 103 – 111.
- Chronology of Late Antique Fortifications of Deultum (archaeological data). ̶ In: Vagalinski, L. / Raycheva, M. / Sharankov, N. / Boteva, D. (eds.). Proceedings of the First International Roman and Late Antique Conference „Cities, Territories and Identities“, Plovdiv, 3rd ̶ 7th October, 2016 (= Bulletin of the National archaeological institute with museum, XLIV). Sofia, 2018, 85 – 94.
- A rare type of early Byzantine eagle-head buckles. In: Valchev, I. (ed.). Studia Archaeologica Universitatis Serdicensis, Supplementum VI, 2018, Stephanos archaeologicos ad 80 annum professoris Ludmili Getov. Sofia, 2018, 515 – 518.
- Heraclea Sintica (current archaeological chronology). ‒ Acta Musei Tiberiopolitani 2, 2018, 89 – 95.
- Making Choices in Archaeological Heritage Management. The Case of Bulgaria. In: Degraeve, A. (ed.). Proceedings of the International Conference, Athens, Greece, 9 – 11 март, 2017). EAC Occasional Paper No. 13. Namur/Belgium 2018.
- Excavations and Conservations of Roman Cities under Modern Urban Centers in Bulgaria. In: Lee, Joe Hwan / Choi, Gyun Mi / Ku, Ji Hye / Hristova, Rositsa (eds.). International Symposium „East and West in Ancient Eurasia“, 12.04.2017, Kyungpook National University, Daegu, South Korea, 2017, 89 – 100.
- Probleme der Chronologie des spätantiken Kastells Iatrus an der unteren Donau. In: Schwarcz, A. / Soustal, P. / Tcholakova, A. (Hg.). Der Donaulimes in Spätantike und im Frühmittelalter (= Miscellanea Bulgarica 22). Wien, 2016, 217 – 233.
- Recent Archaeological Data about Heraclea Sintica. – In: Vagalinski, L. / Nankov, E. (eds.). Heraclea Sintica: from Hellenistic polis to Roman civitas (4th c. BC-6th c. AD). International conference, Petrich, 19 – 21.09.2013 (= Papers of the American Research Center in Sofia 2). Sofia, 2015, 86 – 125.
- The Problem of Destruction by Warfare in Late Antiquity: Archaeological Evidence from the Danube Limes. – In: Vagalinski, L. / Sharankov, N. / Torbatov, S. (eds.). The Lower Danube Roman Limes (1st – 6th c. AD). Sofia, 2012, 311 – 326.
- A New Late La Téne Pottery Kiln with a Bread Oven on the Lower Danube (Northern Bulgaria). – In: Guštin, M. / Jevtič, M. (eds.). The Eastern Celts. The Communities between the Alps and the Black Sea. Koper / Beograd, 2011, 219 – 226.
- Late Antique Barbarian Wheelmade Pottery South of the Lower Danube”. – In: Bemmann, J./ Hegewisch, M. / Meyer, M. / Schmauder, M. (Hrsg.). Drehscheibentoepferei im Barbaricum. Technologietransfer und Professionalisierung eines Handwerks am Rande des roemischen Reichs. Akten der Internationalen Tagung in Bonn vom 11. 14. Juni 2009 (= Bonner Beiträge zur Vor– und Frühgeschichtlichen Archäologie Band 13). Bonn, 2011, 485 – 489.
- Light Industry in Roman Thrace: the Case of Lime Production. – In: Haynes, Ian P. (ed.). Early Roman Thrace. New Evidence from Bulgaria. (= Journal of Roman Archaeology, Supplementary Series 82). Portsmouth, Rhode island 2011. 40 – 58.
- Eine seltene gleicharmige Bügelknopffibel aus Nordostbulgarien. – In: Studia Archaeologica Universitatis Serdicensis Suppl. V. Stephanos Archaeologicos in honorem Professoris Stephcae Angelova. Sofia, 2010, 405 – 408.
- Vagalinski, L. / Cholakov, I. D. / Chukalev, K. Archaeological Field Activities in Bulgaria: seasons 2006 – 2007. Statistical Analysis. – Journal of the Serbian Archaeological Society (Belgrade) 24, 2008, 109 – 122.
- Barbarian Presence at Colonia Flavia Pacis Deultensium (SE BG). – In: Niezabitowska-Wiśniewska, B./Juścinski, M./Łuczkiewicz, P./Sadowski, S. (eds.). THE TURBULENT EPOCH. New materials from the Late Roman Period and the Migration Period. Vol. I. (= Monumenta Studia Gothica v. V.). Lublin, 2008, 345 – 353.
- Celtic Pottery in Northern Bulgaria. In: Vagalinski, L. (ed.). The Lower Danube in Antiquity (VI C BC – VI C AD). International archaeological conference, Tutrakan 6.-7.10.2005. Sofia, 2007, 73 – 82.
- Vagalinski, L. / Petkov, E. New Data on Fortifications of Late Antiquity Transmarisca (Tutrakan). – In: Vasić, M. (ed.). Felix Romuliana. 50 years of archaeological excavations. Papers from the international conference, Zaječar, 27th-29th October 2003. Belgrade, 2006, 105 – 109.
- Late Antiquity Burnished Pottery and Barbarian Presence South of the Lower Danube (Bulgaria). – In: Mirković, M. (Hrsg.). Römische Städte und Festungen an der Donau. Akten der regionalen Konferenz. Belgrad, 16.-19. Oktober 2003. Belgrad, 2005, 249 – 253.
- New Epigraphical Data on Auxilia in Moesia inferior during 1st C AD. – Novensia (Warsaw) 15, 2004, 39 – 45.
- Ne varietatem timeamus – ueber die Chronologie des spaetantiken Kastells Iatrus an der unteren Donau (Objekt XLIV). – Archaeologia Bulgarica 7, 2003, 2, 43 – 82.
- Kuleff, I., M. Junk, L. Vagalinski. Archaeometric Investigation of Eagle-Head Buckles from Bulgaria. – Historical Metallurgy 36, 2002, 2, 77 – 83.
- Vagalinski, L. / Atanassov, G. / Dimitrov, D. (2000). Eagle-Head Buckles from Bulgaria (6th-7th C). – Archaeologia Bulgarica IV, 2002, 3, 78 – 91.
- Arenas of Roman Thrace. – In: Slokoska, L. et al. (eds.). The Roman and Late Roman City. The International Conference (Veliko Turnovo 26 – 30 юли 2000). Sofia, 2002, 279 – 289.
- Die Ephebie in den westlichen Schwarzmeerstädten (3. Jh. v. Chr. – 3. Jh. n. Chr.). In: Wendel, M. (Hrsg.). Karasura. Untersuchungen zur Geschichte und Kultur des alten Thrakien 1: 15 Jahre Ausgrabungen in Karasura (= Schriften des Zentrums für Archaeologie und Kulturgeschichte des Schwarzmeerraumes Bd. 1). Weissbach, 2001, 247 – 255.
- Die spätroemische Nordfestungsmauer von Transmarisca. – In: von Bülow, G., Milčeva, A. (Hrsg.). Acta der internazionalen Konferenz „Der römische Limes an der unteren Donau von Diokletian bis Heraklios“ (Svištov-BG, September 1998). Sofia, 1999, 229 – 236.
- Spätroemische und völkerwanderungszeitliche Drehscheibenkeramik mit eingeglätteter Verzierung südlich der unteren Donau (Bulgarien). In: Gomolka-Fuchs, Gudrun (Hrsg.). Die Sîntana de Mureş-Černjachov-Kultur. Akten des Internationalen Kolloquiums in Caputh vom 20. bis 24. Oktober 1995. Bonn, 1999, 155 – 178.
- Ein römischer Marmorkopf eines Athleten aus Almus (Lom) an der unteren Donau im nordwestlichen Bulgarien. – Nikephoros. Zeitschrift für Sport und Kultur im Altertum (Graz) XII, 1999, 227 – 229.
- Ein neuer spaetantiker Segmenthelm aus Voivoda, Schumen Gebiet (Nordostbulgarien). – Archaeologia Bulgarica II, 1998, 1, 96 – 106.

On the Upper Chronological Limit of the Votive Reliefs of the Thracian Horseman. – Archaeologia Bulgarica I, 1997, 2, 46 – 50.
- Roman Bronze Strigils and Rings for Them from Thrace (1st-3rd c. AD). – In: Acta of the 12th International Congress on Ancient Bronzes at Nijmegen, The Netherlands, June 1992. 1995, 435 – 443.
- Zur Frage der ethnischen Herkunft der späten Strahlenfibeln (Finger– oder Bügelfibeln) aus dem Donau-Karpaten Becken (M. 6. – 7. Jh.). – Zeitschrift für Archäologie 28, 1994, 2, 261 – 305.